# Brian Jacques

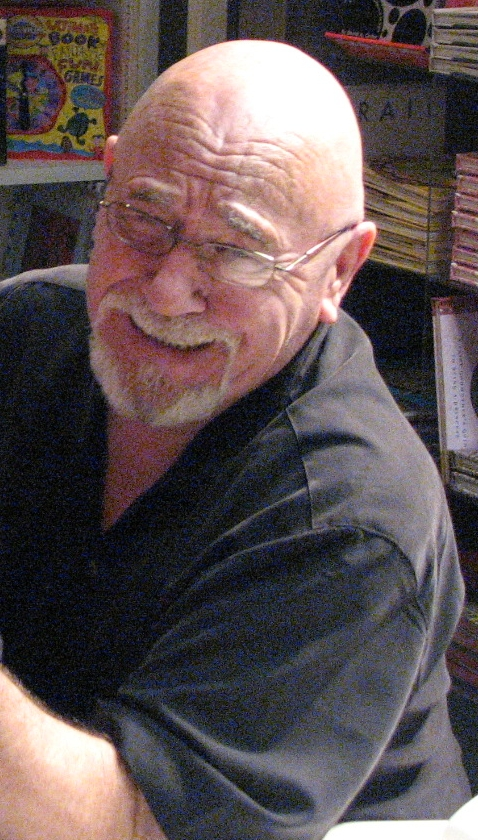
Brian Jacques (2007)

Brian Jacques (* 15. Juni 1939 in Liverpool, England; † 5. Februar 2011 ebenda) war ein britischer Schriftsteller, der vor allem durch seine Redwall-Reihe bekannt wurde.

## Leben
Er wuchs im nordenglischen Liverpool auf, wo er bis zu seinem Tod lebte. Er schrieb Redwall, den Beginn einer großen Saga, die er als Junge selbst gern gelesen hätte, für die Kinder einer Blindenschule. Außerdem schrieb er die beiden Bücher Die Gestrandeten und Das Gold der Piraten.
Die Redwallsaga beinhaltet 21 Bücher mit verschiedenen Hauptfiguren. Neun der Bücher sind auf Deutsch erhältlich.
Seine eigene Biografie ist den Geschichten, die er schrieb, gar nicht so unähnlich. Mit fünfzehn Jahren hängte er die Schule an den Nagel und ging als Matrose zu See. Seine Reisen führten ihn in ferne Hafenstädte, nach New York, San Francisco und Yokohama. Nach seiner Rückkehr arbeitete er als Dockarbeiter, Fernfahrer, Boxer, Polizist und Animateur.

## Werke (Auswahl)
- Das Gold der Piraten. cbj, München 2004, ISBN 3-570-12898-9.
- Die Gestrandeten . Bertelsmann, München 2003, ISBN 3-570-12712-5.
- Martin der Krieger – Der Gefangene und der Tyrann. Omnibus, München 2003, ISBN 3-570-26152-2.
- Martin der Krieger. Thienemann, Stuttgart; Wien 2001, ISBN 3-522-17254-X.
- Salamandastron. Thienemann, Stuttgart; Wien; Bern 2000, ISBN 3-522-17253-1.
- Mariel. Thienemann, Stuttgart; Wien; Bern 1999, ISBN 3-522-17252-3.
- Mattimeo. Thienemann, Stuttgart; Wien; Bern 1998, ISBN 3-522-17142-X.
- Redwall. Thienemann, Stuttgart; Wien; Bern 1998, ISBN 3-522-17140-3.
- Mossflower. Thienemann, Stuttgart; Wien; Bern 1998, ISBN 3-522-17141-1.
- Das grosse Festmahl von Redwall, zusammen mit Christopher Denise und Wolfram Sadowski. Kinderbuch-Verlag, Berlin 1998, ISBN 3-358-02159-9.